# DAB+ Slovenija
| MOŽNA KRŠITEV AVTORSKIH PRAVIC |
| Besedilo, ki je bilo objavljeno tukaj, domnevno krši avtorske pravice naslednjega oz. naslednjih virov: https://digitalniradio.si/kaj-je-dab/ Stran je na seznamu avtorskopravno spornega gradiva. Prosimo, da je do nadaljnjega ne urejate. Če želite napisati nov članek, sledite povezavi na začasno podstran. Vedite, da preprosto predrugačenje avtorsko zavarovanega besedila ne zadostuje za izognitev kršitvam avtorskih pravic — članek je najbolje napisati na novo. Ko bo stanje avtorskih pravic jasno, bo vaš novi članek na svoje mesto prestavil kateri izmed administratorjev. |
| 1. Prosimo, da do nadaljnjega strani ne urejate. 2. Če ste imetnik avtorskih pravic do gradiva vi sami ali imate dovoljenje za njegovo uporabo v skladu z določili naše licence, vas prosimo, da to navedete na pogovorni strani te strani in pri navedku članka na strani Wikipedija:Težave z avtorskimi pravicami. 3. Ne poskušajte spornega gradiva objaviti znova, saj ga bomo odstranili. Članek bomo obnovili, če bomo ugotovili, da ima Wikipedija dovoljenje za objavo ali da je zgornji vir le kopija prejšnje vsebine članka (morda gre za zrcalo Wikipedije). 4. Če želite članek urejati, ga na novo napišite na začasni podstrani in nas na pogovorni strani te strani seznanite s tem. 5. Če stanje avtorskih pravic ne bo jasno v enem tednu, bo članek izbrisan. Če je kdo napisal nov članek, ga bomo nadomestili z njim. |
| - Objava avtorsko zavarovanega gradiva brez izrecnega dovoljenja imetnika avtorskih pravic je kršitev zakonov avtorskega prava in pravil Wikipedije. Uporabnikom, ki avtorsko gradivo objavljajo znova in znova, bomo nadaljnje urejanje morda prisiljeni preprečiti. Vedite pa, da tudi če gre tokrat resnično za kršitev avtorskih pravic, vse vaše izvirne prispevke še vedno sprejmemo z veseljem. - Prvotna objava je še vedno dostopna prek zgodovine strani. |
| Če ste stran kot mogočo kršitev avtorskih pravic pravkar označili vi sami, dodajte na dno strani Wikipedija:Težave z avtorskimi pravicami naslednjo vrstico: * {subst:članek-cv\|DAB+ Slovenija} iz [https://digitalniradio.si/kaj-je-dab/]. ~~~~ Na pogovorno stran uporabnika, ki je objavil skopirano vsebino, pa: {subst:prepisovanje\|pg=DAB+ Slovenija\|vir=https://digitalniradio.si/kaj-je-dab/ }. ~~~~ |

## Kaj je DAB+?
Digitalni radio DAB+ Sloveniji prinaša predvsem možnosti večje ponudbe radijskih programov, ki so do poslušalcev lahko prenašani bolj kvalitetno in brez motenj pri sprejemu. S pomočjo digitalnega radia DAB+ je pestra izbira radijskih programov lahko realnost za večino poseljenega ozemlja RS in ne samo za izbrane dele države, z njim pa bo končno lahko zaživela tudi ponudba nišno usmerjenih tematskih radijskih programov.
Z DAB+ si poslušalcem ni več treba zapomniti in iskati frekvence njihovega priljubljenega radijskega programa, saj je iskanje poenostavljeno. Uporabniki lahko na sprejemnikih poimensko izbirajo radijske programe, ki jim želijo prisluhniti. S tem odpadejo tudi težave pri vožnji, ko se analogne FM frekvence z različnimi oddajniki na različnih območjih spreminjajo.
Tehnično gledano pri DAB+ več postaj oddaja na isti digitalni frekvenci znotraj določenega omrežja oz. t.i. multipleksa.
Večina zahodnoevropskih držav že redno oddaja radijske programe v DAB+ tehnologiji, nekateri tudi že izklapljajo analogni FM (Norveška, Južna Tirolska, Švica) ali se s tem odkrito spogledujejo (Velika Britanija, Nemčija…).

## Prednosti digitalnega radia DAB+:
- odpornost na motnje pri sprejemu: Kakovost predvajanja zvoka je neodvisna od motenj, dokler le te ne presežejo zgornje meje. V praksi to pomeni boljše pokrivanje omrežja ter nižje oddajne moči.
- več radijskih programov znotraj enako širokega frekvenčnega pasu: Eno omrežje lahko prenaša tudi do 20 hkratnih radijskih programov (v teoriji, realno okoli 15)
- tehnološko prilagojen mobilnemu sprejemu
- možnost dodatnih storitev: Poleg radijskega programa (oziroma zvoka) nova platforma omogoča večpredstavne vsebine, ki lahko dopolnjujejo radijske programe ali ponujajo povsem nove storitve, kot so tekstovna in slikovna sporočila v zvezi s predvajanim programom, elektronski programski vodič, prometne informacije v obliki dodatnih tekstovnih ali slikovnih sporočil.
- učinkovitejša izraba radiofrekvenčnega spektra z enofrekvenčnimi omrežji (DAB+ sprejemnik lahko konstruktivno uporabi enak signal prejet iz dveh različnih oddajnikov – kar se pri analogni radiodifuziji FM smatra kot motnja, ki negativno vpliva na kvaliteto sprejema)
- Digitalno oddajnaje omogoča prenos zvoka višje kakovosti v primerjavi z analogno tehniko. V digitalni tehnologiji je le-ta odvisna od učinkovitosti kodirnih postopkov ter količine bitnega pretoka, dodeljenega posameznemu programu.
- Uvedba DAB+ prinaša tudi možnost za razširitev funkcionalnosti TMC prometnega servisa na vse navigacijske naprave, ki za prenos informacij izkoriščajo DAB+ omrežje:

T-DAB je sistem prizemnega digitalnega oddajanja radijskih postaj. Kratica T-DAB predstavlja angleški izraz “Terrestrial – Digital Audio Broadcasting”, kar pomeni prizemna digitalna audio radiodifuzija. Prizemna radiodifuzija pomeni, oddajanje radijskega signala z oddajnikov na tleh. DAB+ je novejša različica, ki je v uporabi od leta 2007 in zaradi boljšega kodiranja zvoka (HE-AAC v2) omogoča do 3 krat večjo ponudbo programov znotraj istih omrežij.

## Tehnični parametri DAB+ oddajanja
- Standard: SIST EN 300 401

- Način (Mode): Mode I

- Bitna hitrost (Bitrate): 2,432 Mb/s

- Zaščitni interval (Guard interval): 246 μs

- Modulacija: DQPSK

- Kodiranje zvoka: Standard kodiranja je ISO/IEC 14496-3 (MPEG-4 HE-AAC verzija 2).

## DAB+ omrežja v Sloveniji

### Nacionalna omrežja:
| Ime MUX-a     | Ime MUX-a     | Frekvenca   | Kanal                            | Opombe                                                                                          | Začetek oddajanja | Spletna stran |
| ------------- | ------------- | ----------- | -------------------------------- | ----------------------------------------------------------------------------------------------- | ----------------- | ------------- |
|               | SLO DAB+ R1   | 215,072 MHz | 10D                              | Enofrekvenčno nacionalno omrežje                                                                | September 2016    | [ 1 ] [ 2 ]   |
|               | SLO DAB+ R2 E | 225.648 MHz | 12B                              | Dvofrekvenčno nacionalno omrežje                                                                | Oktober 2020      | [ 3 ] [ 2 ]   |
| SLO DAB+ R2 W | 227.360 MHz   | 12C         | Dvofrekvenčno nacionalno omrežje | Oktober 2020                                                                                    | [ 3 ] [ 2 ]       |               |
|               | SLO DAB+ R4   | 174,928 MHz | 5A                               | Kot je razvidno iz razpisne dokumentacije bi ob zahodni meji pri R4 začeli oddajati z blokom 6C | V fazi izgradnje  | [ 5 ] [ 2 ]   |
|               | SLO DAB+ R5   | 176,640 MHz | 5B                               | Kot je razvidno iz razpisne dokumentacije bi ob zahodni meji pri R5 začeli oddajati z blokom 6D | V fazi izgradnje  | [ 6 ] [ 2 ]   |

### Lokalna omrežja:
| Ime MUX-a | Ime MUX-a   | Frekvenca   | Kanal | Območje            | Začetek oddajanja | Spletna stran |
| --------- | ----------- | ----------- | ----- | ------------------ | ----------------- | ------------- |
|           | SLO DAB+ R3 | 194,064 MHz | 7D    | Osrednja Slovenija | September 2020    | [ 7 ] [ 2 ]   |

## Druge povezave
- Seznam slovenskih radijskih postaj